# Đại học Bách khoa Sankt-Peterburg
Trường Đại học Bách khoa Saint Petersburg Peter Đại Đế (tiếng Nga: Санкт-Петербургский политехнический университет Петра Великого) là một trường đại học kỹ thuật đa ngành tại Sankt-Peterburg, Liên bang Nga. Tường đại học này được coi là một trong những cơ sở nghiên cứu hàng đầu tại Liên bang Nga và các nước thành viên SNG và là một cơ sở giáo dục hàng đầu trong lĩnh vực vật lý và toán học ứng dụng, kỹ thuật công nghiệp, kỹ thuật hóa học, kỹ thuật hàng không vũ trụ và nhiều lĩnh vực khoa học khác. Hiện nay (2012) SPSPU được xếp hạng trong top 400 trên thế giới. Nó chứa một trong các phòng thí nghiệm nghiên cứu thủy-khí động lực học tiên tiến nhất của Nga. Trường đại học này cung cấp các chương trình học lấy bằng Cử nhân, Thạc sĩ và các cấp bằng tiến sĩ. SPbSPU bao gồm các đơn vị cấu trúc gọi là Viện chia thành ba loại:
- Các viện kỹ thuật
- Các viện công nghệ
- Các viện kinh tế học và nhân văn

Tính đến đầu năm học 2023 - 2024, có 81 Du học sinh Việt Nam đang học tập tại trường Đại học Bách khoa Saint Petersburg Peter Đại đế.

## Lịch sử
Năm thành lập: 1899

## Địa chỉ
Địa chỉ: Политехническая улица, д. 29, Saint Petersburg, Liên bang Nga

## Tổ chức

### Các Viện Đào tạo và Nghiên cứu
1. Viện Kỹ thuật xây dựng
2. Viện Năng lượng
3. Viện Cơ khí, Vật liệu và Vận tải
4. Viện Công nghệ Sản xuất Tiên tiến
5. Viện Năng lượng Hạt nhân
6. Viện Vật lý, Công nghệ na-nô và Viễn thông
7. Viện Toán ứng dụng và Cơ học
8. Viện Khoa học máy tính và Công nghệ
9. Viện Công nghệ và Thiết bị Y sinh
10. Viện Quản lý công nghiệp, Kinh tế và Thương mại
11. Viện Xã hội và Nhân văn
12. Viện Ngôn ngữ ứng dụng
13. Viện Đào tạo quốc tế
14. Viện Thể dục, Thể thao và Du lịch

### Các Khoa đào tạo chuyên gia và giáo dục bổ sung
1. Trường Kỹ thuật Bậc cao (ВИШ)
2. Khoa Bồi dưỡng cán bộ (ФПКП)

Переподготовка преподавателей начального и среднего профессионального образования
Повышение Квалификации по программе «Защита государственной тайны»
Курсы повышения квалификации и переподготовки по направлению «Строительство»
Центр менеджмента, инвестиций и производственного контроля (Центр МИПК)